# Hickmanolobus mollipes
Hickmanolobus mollipes är en spindelart som först beskrevs av Hickman 1932.  Hickmanolobus mollipes ingår i släktet Hickmanolobus och familjen Orsolobidae.
Artens utbredningsområde är Tasmanien. Inga underarter finns listade i Catalogue of Life.